# Jânio Quadros
Jânio da Silva Quadros (IPA: [ˈʒɐ̃niu dɐ ˈsiwvɐ ˈkwadɾus]) (Campo Grande, 25 gennaio 1917 – San Paolo, 16 febbraio 1992) è stato un avvocato e politico brasiliano di orientamento nazionalista, presidente del Brasile dal 31 gennaio al 25 agosto del 1961. Fu, inoltre, insegnante di lingua portoghese, nonché governatore dello stato brasiliano di San Paolo dal 1955 al 1959 e sindaco del suo capoluogo dal 1953 al 1954 e, nuovamente, dal 1986 al 1989.

## Biografia
Fu eletto deputato all'assemblea legislativa brasiliana per la prima volta nel 1950, sostenuto dai nazionalconservatori del Partido Democrata Cristão (PDC) e dai socialdemocratici del Partido Socialista Brasileiro (PSB). Divenne nel 1953 sindaco di San Paolo, conservando la carica fino al 1954, e tra il 1955 e il 1959 fu governatore dello Stato di São Paulo. L'elezione a governatore segna un passaggio nella sua carriera politica: da metà anni cinquanta infatti Quadros si mostrò assai più sensibile verso le richieste dei lavoratori più umili rispetto a pochi anni prima.
Inoltre, dal 1953 prese avvio un approccio verso il suo elettorato in chiave populista, fatto di soddisfazione immediata di richieste che giungevano direttamente alla sua attenzione relativamente a problemi come l'illuminazione, la costruzione di strade o l'istituzione di telefoni pubblici. Per un breve periodo, da gennaio ad agosto 1961, con il sostegno dei conservatori dell'União Democrática Nacional (UDN) fu eletto presidente della Repubblica.
La condotta altalenante di Quadros tra partiti di diverso orientamento derivava dall'essere lontano dai politici di professione, oltre che dalla giovane età e dalla sincera attenzione per chi era ai margini della modernizzazione postbellica. Aspetti che, uniti a un dirompente afflato moralizzatore (si presentava ai comizi con una scopa dicendo di voler spazzare via la classe politica al potere), ne fecero un outsider in rapida ascesa.
Da presidente cercò l'appoggio dei progressisti: si avvicinò all'Unione Sovietica, rifiutò il blocco di Cuba decretato dall'Organizzazione degli Stati Americani (OSA) e decorò il rivoluzionario argentino Ernesto Che Guevara (riconoscimento regolarmente approvato dal Congresso). Abbandonato dai partiti moderati e conservatori, delusi dalla sua condotta, attaccato dal giornalista Carlos Lacerda e osteggiato anche dal Congresso Nazionale (dove non disponeva di una maggioranza solida), si dimise il 25 agosto 1961, scaricando la responsabilità della crisi economica sul Congresso e lasciando una lettera-testamento in cui denunciava l'esistenza di forze occulte terribili a lui ostili. Fu membro della massoneria.
Hélio Silva, nel suo libro A Renúncia, sostiene che: 
Il vicepresidente João Goulart (in viaggio ufficiale in Cina) non gli subentrò subito in carica per il veto dei ministri militari (il generale Odílio Denys, l'ammiraglio Sílvio Heck e il brigadiere Gabriel Grün Moss), perciò il 26 agosto fu nominato presidente della Repubblica il presidente della Camera dei deputati, Pascoal Ranieri Mazzilli. Tornò a essere sindaco di São Paulo dal 1986 al 1989. La sua fragile salute gli impedì di candidarsi alle elezioni presidenziali del 1989. La morte, nel novembre 1990, della moglie Eloá, vittima di un male inguaribile, aggravò il suo stato di salute. Passò il resto dei suoi giorni fra case di riposo e camere d'ospedale, ultima delle quali, all'Ospedale Israelita Albert Einstein, dove morì il 16 febbraio 1992, in stato vegetativo, vittima di tre ictus.

## Pubblicazioni
- 1966: Curso prático da língua portuguesa e sua literatura
- 1967: História do povo brasileiro (a quattro mani con Afonso Arinos de Melo Franco)
- 1976: Novo Dicionário Prático da Língua Portuguesa
- 1983: Quinze contos

## Altre immagini

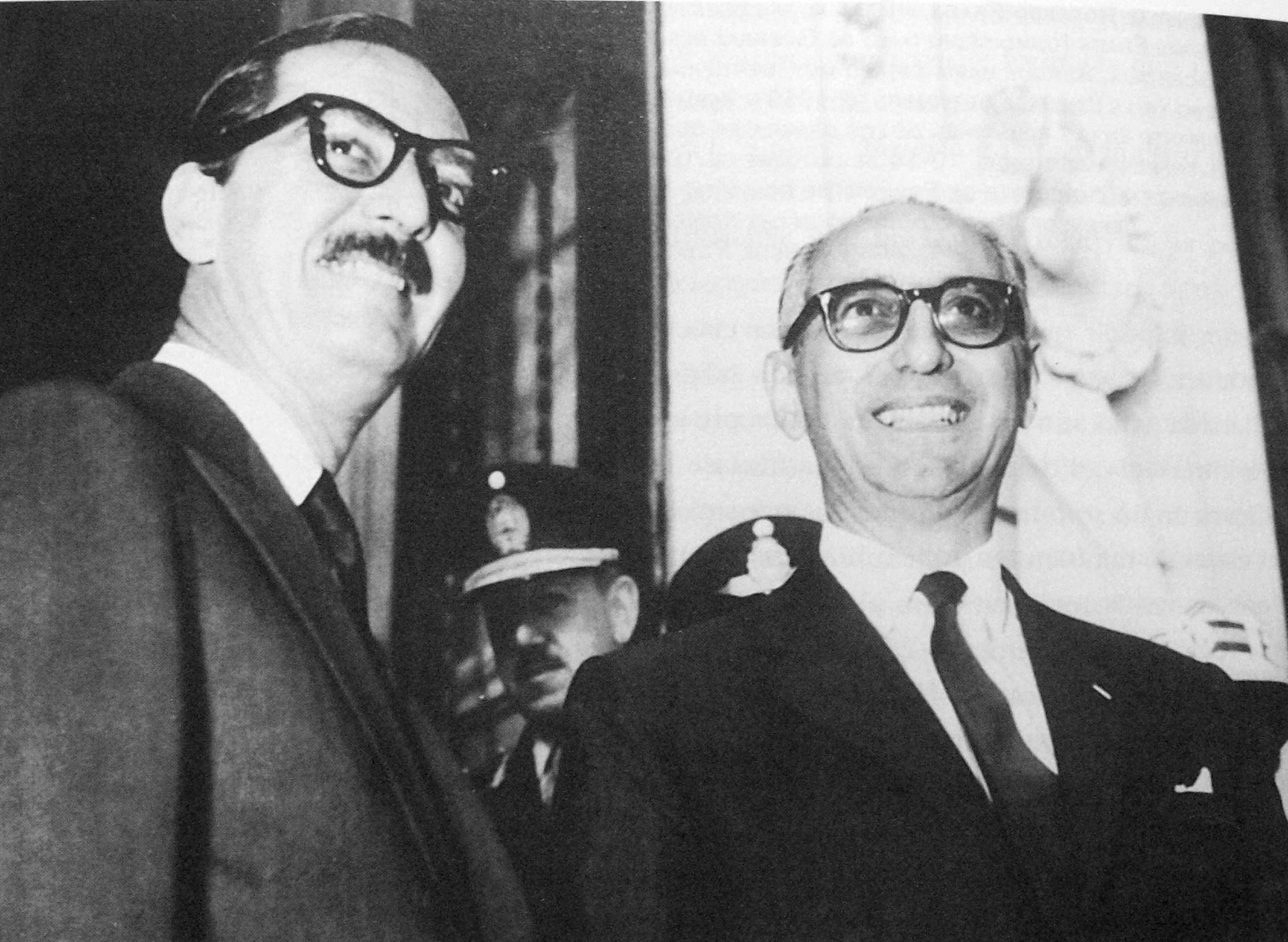
Quadros e il presidente dell'Argentina Arturo Frondizi
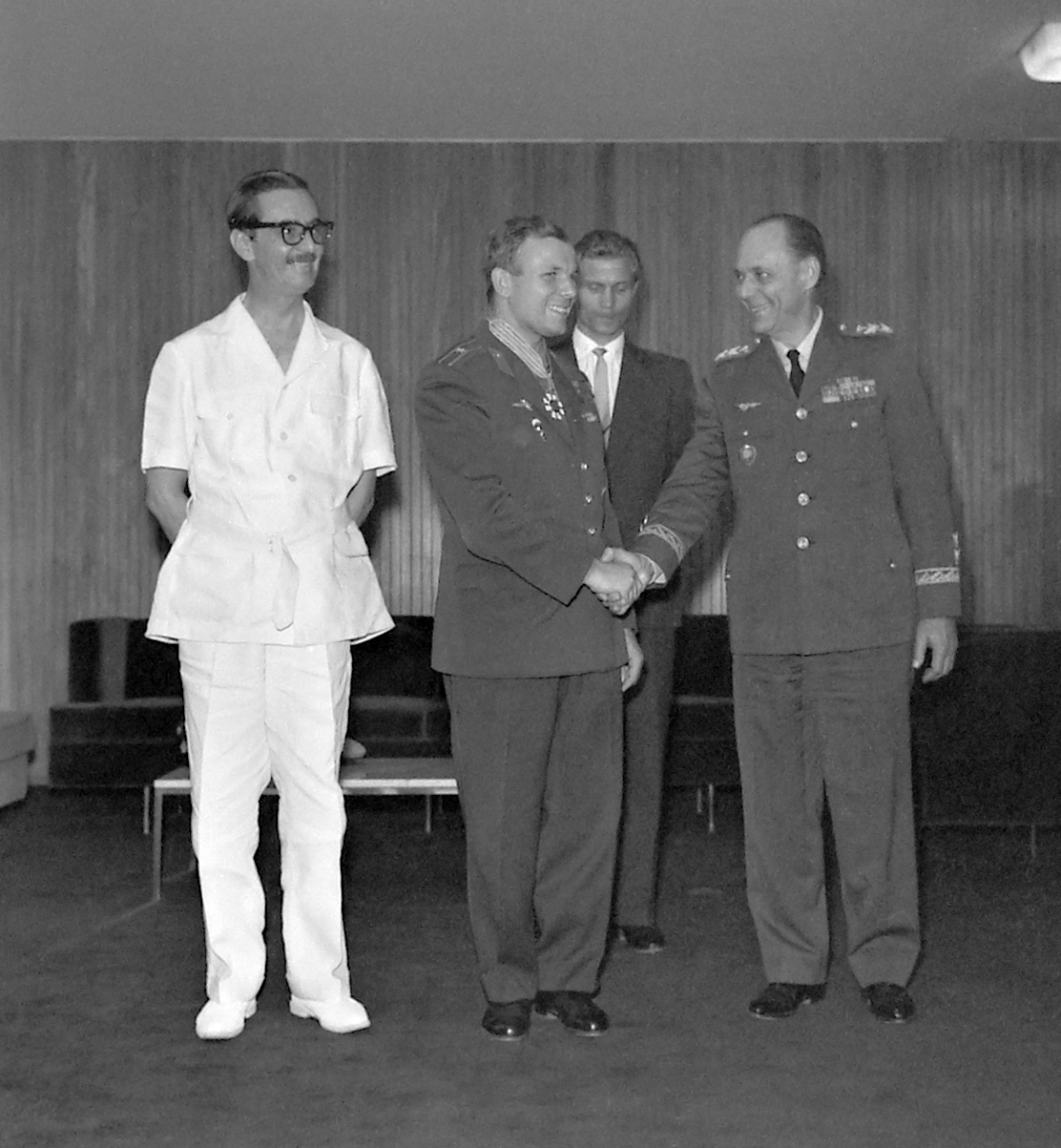
Jânio Quadros, Presidente del Brasile, decora Gagarin, 1961
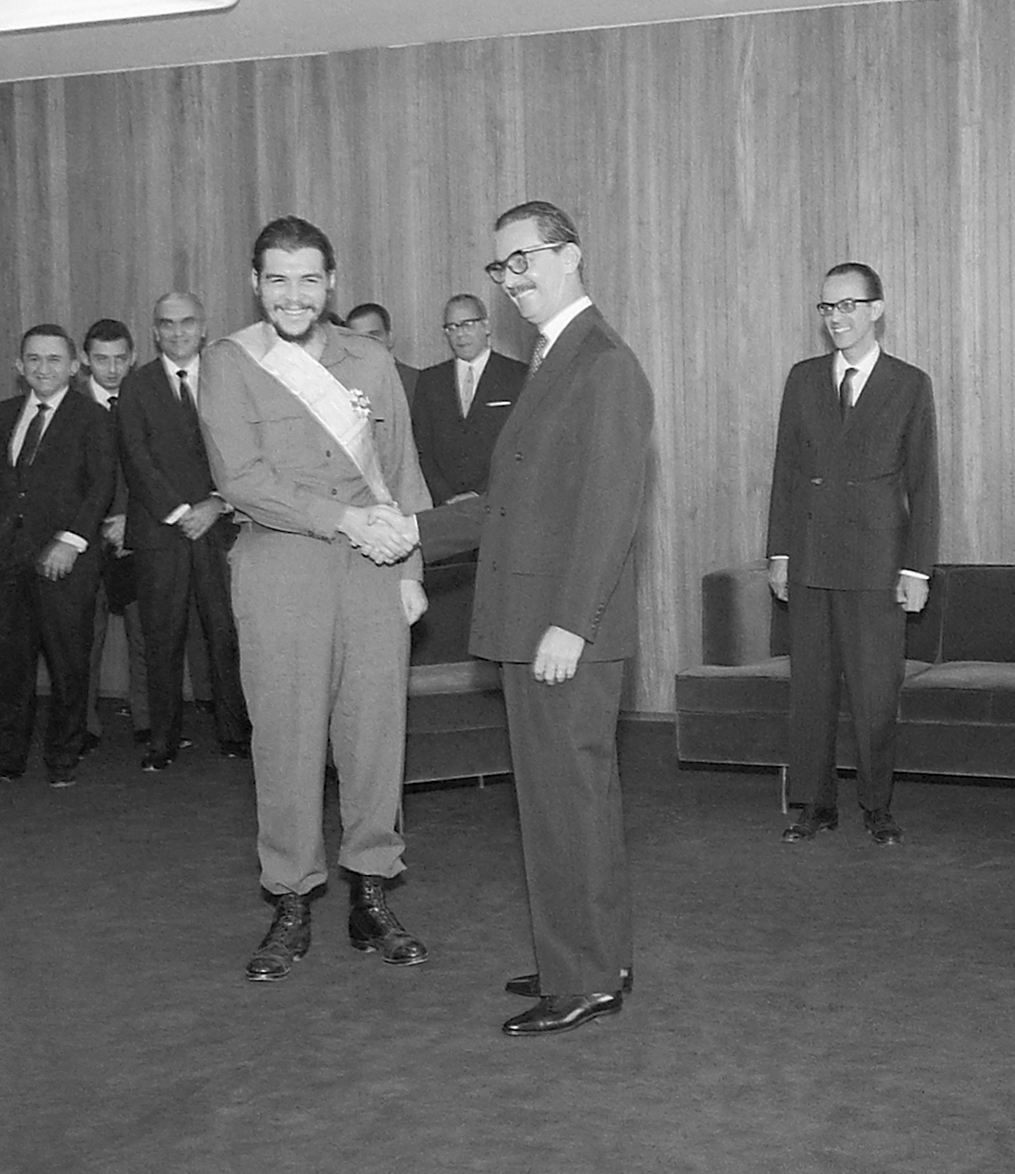
Il presidente brasiliano Jânio Quadros decora Che Guevara, 1961.